# Heliconius brasiliensis
Heliconius brasiliensis är en fjärilsart som beskrevs av Heinrich Neustetter 1907. Heliconius brasiliensis ingår i släktet Heliconius och familjen praktfjärilar. Inga underarter finns listade i Catalogue of Life.